# 다테 무네나리

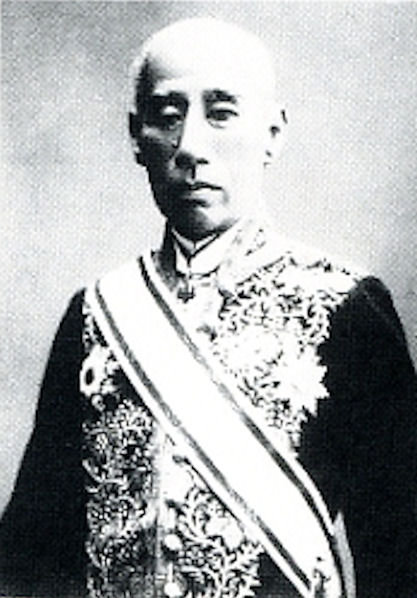
다테 무네나리

다테 무네나리(일본어: 伊達 宗城, 1818년 9월 1일 ~ 1892년 12월 20일)는 막말 이요 우와지마번(宇和島藩)의 제8대 번주이다. 후의 메이지 시대 초기의 정치인이자 백작이다. 막말사현후 중 한명.
친부는 하타모토 야마구치 나오카쓰이다. 친증조부는 우와지마번주 다테 무라토키.

## 같이 보기
- 메이로쿠샤: 메이지 시대 초기에 설립된 일본의 첫 근대적 계몽 학술 단체.